# Ferrari Monza SP1 et SP2
Ne doit pas être confondu avec Ferrari SP1.
Les Ferrari Monza SP1 et SP2 sont des barquettes produites par le constructeur automobile italien Ferrari à partir de 2019. La monoplace SP1 et la biplace SP2 font partie de la nouvelle gamme de supercar Icona du constructeur au cheval cabré. La Monza SP2 est élue « Plus belle supercar de l'année 2018 ».

## Présentation

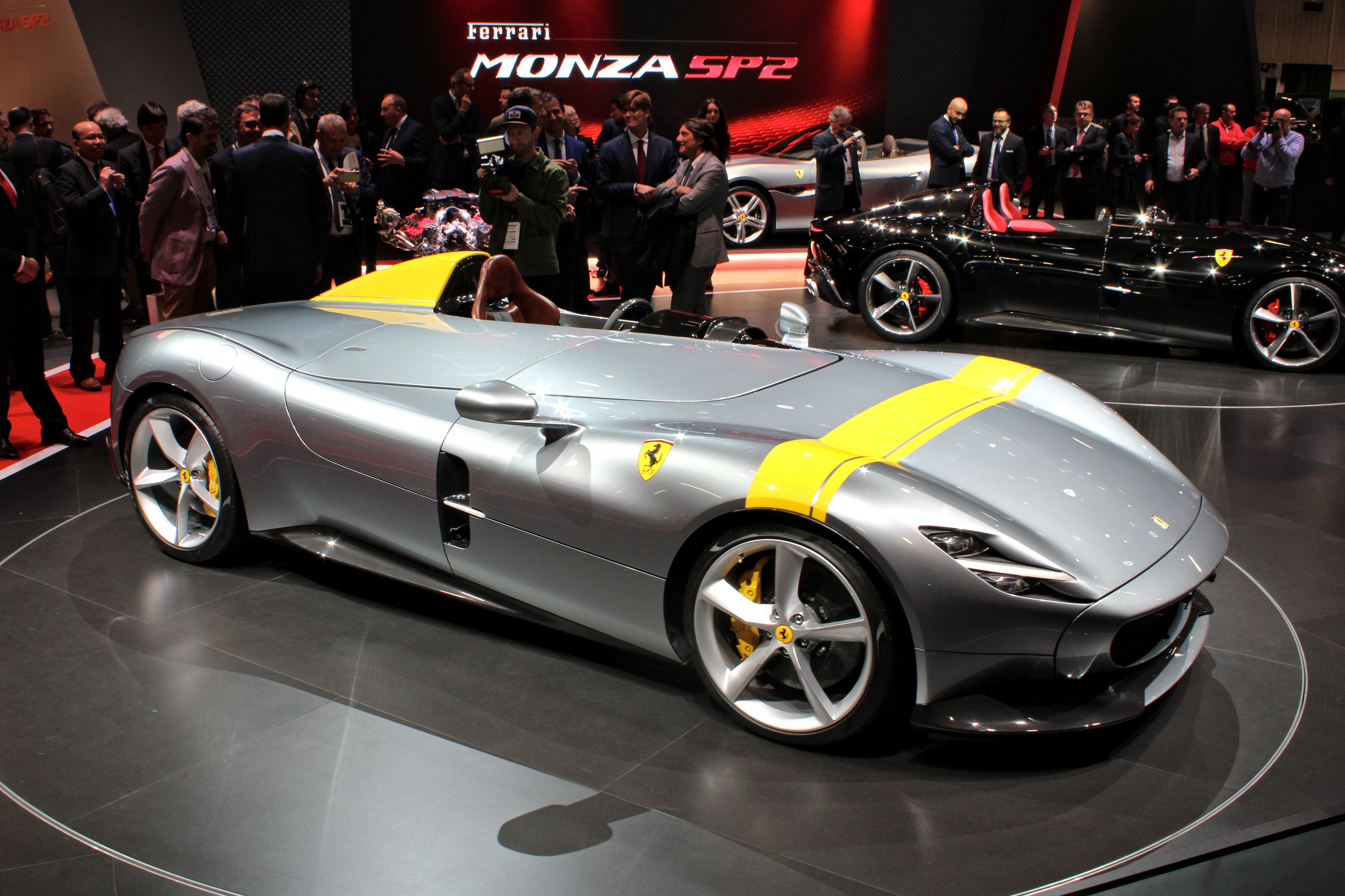
Ferrari Monza SP1 au Mondial de l'Automodile de Paris 2018.

Les Ferrari Monza SP1 et SP2 sont dévoilées le 19 septembre 2018 avant leur présentation au public au Mondial de l'automobile de Paris.
Ferrari indique s'être inspiré des « barchettas » des années 1950 pour réaliser ses barquettes, dont notamment les 750 et 860 Monza et 166 MM. Les séries spéciales SP1 et SP2 sont produites à 499 exemplaires pour l'ensemble des modèles, la répartition se faisant en fonction de la commande des clients. 
Avec les SP1 et SP2, Ferrari dévoile une nouvelle gamme nommée « Icona » qui regroupe les projets spéciaux, des modèles de série spéciale en édition limitée inspirés de modèles iconiques de la marque, aux côtés des gammes « Sport » (488 GTB et 812 Superfast) et « Gran Turismo » (Portofino et GTC4Lusso),.
Chaque barquette est disponible à la commande au tarif de 1,7 million d'euros.

## Caractéristiques techniques

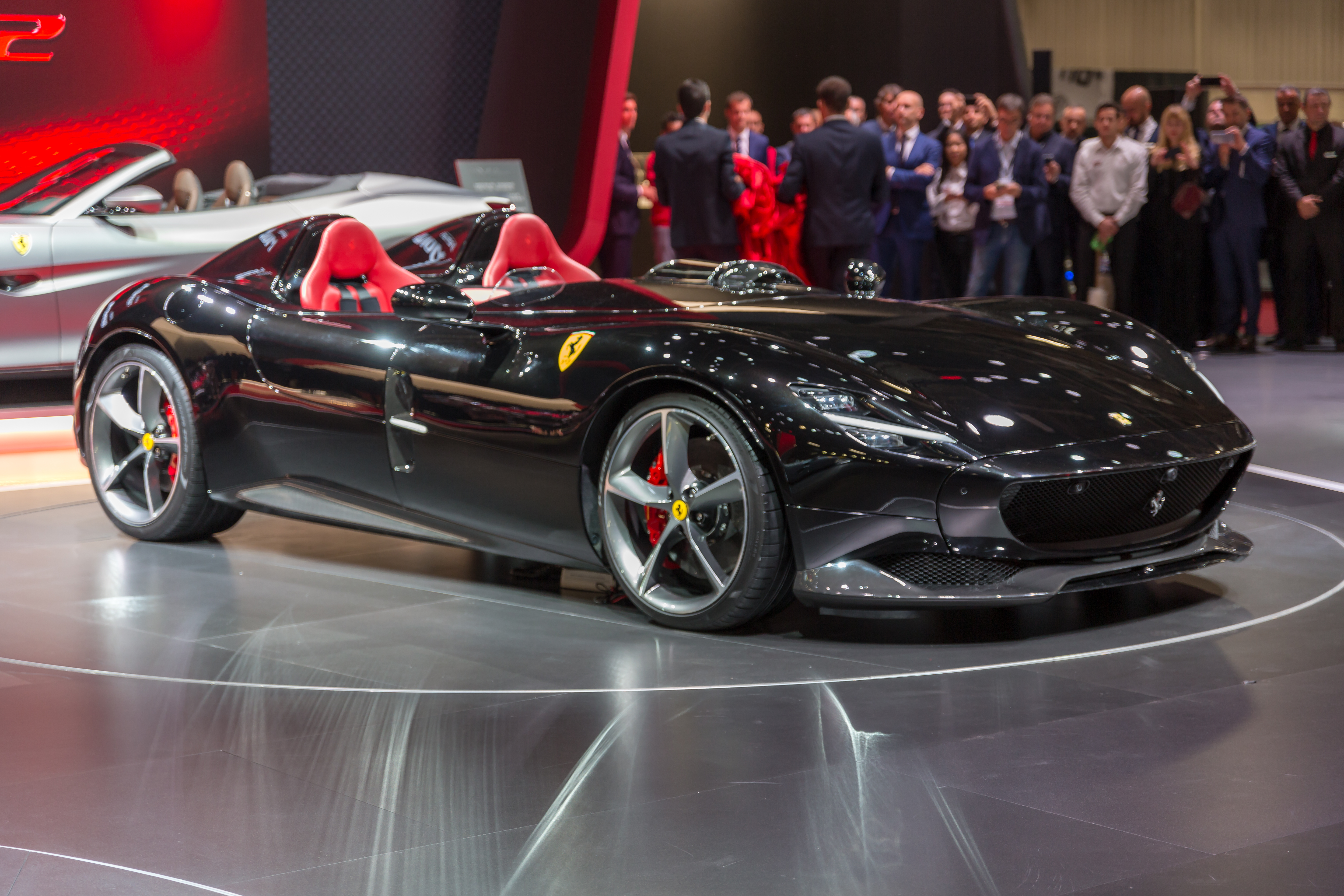
Ferrari Monza SP2 au Mondial Paris Motor Show 2018.

Les deux barquettes, basées sur la Ferrari 812 Superfast, profitent d'un châssis aluminium et d'une carrosserie en carbone. Elles héritent du moteur 12 cylindres atmosphérique de 6,5 litres développant 810 chevaux, dix de plus que la 812 Superfast.
La SP1 pèse 1 500 kg et la SP2 1 520 kg avec son siège supplémentaire. Les deux voitures sont démunies de pare-brise classique en verre mais sont dotées d'un « pare-brise virtuel », breveté par Ferrari, constitué d'une lame intégrée au carénage qui canalise le flux d'air vers le haut, au dessus de la tête du pilote.

### Motorisation

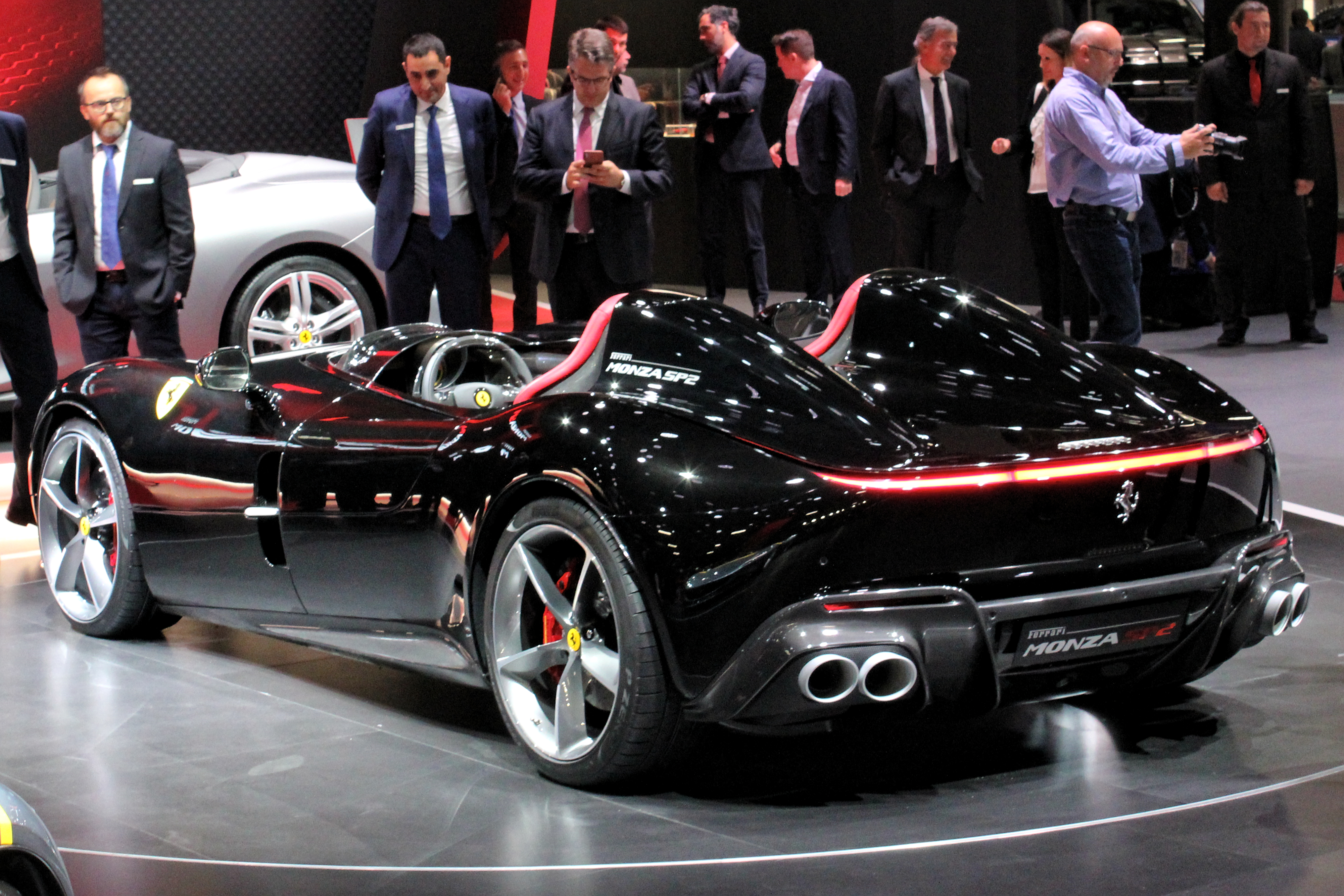
Ferrari Monza SP2 au Mondial de l'Auto 2018.

| Logo de Ferrari            | Monza SP1 et SP2                            |
| -------------------------- | ------------------------------------------- |
| Moteur                     | V12                                         |
| Admission                  | Atmosphérique                               |
| Admission                  | 6496                                        |
| Puissance maximale ch (kW) | 810 (596)                                   |
| au régime de (tr/min)      | 8500                                        |
| Couple maximal (N m)       | 719                                         |
| au régime de (tr/min)      | 7000                                        |
| Boîte de vitesses          | Automatique à double embrayage à 7 rapports |
| Transmission               | Propulsion                                  |
| Vitesse maximale (km/h)    | > 300                                       |
| 0-100 km/h (s)             | 2,9                                         |
| 0-200 km/h (s)             | 7,9                                         |
| Masse à vide (kg)          | 1500 (SP1) 1520 (SP2)                       |
| Norme environnementale     | Euro 6                                      |

## Récompense
- En janvier 2019, la Ferrari Monza SP2 est élue « Plus belle supercar de l'année 2018 » lors de la 34e édition du Festival automobile international[6],[7].

- En juillet 2019, Flavio Manzoni et l'équipe de design Ferrari reçoivent le « Red Dot: Design Team de l'année 2019 » pour le design de la Ferrari Monza SP1[8].

## Galerie

Ferrari Monza SP1
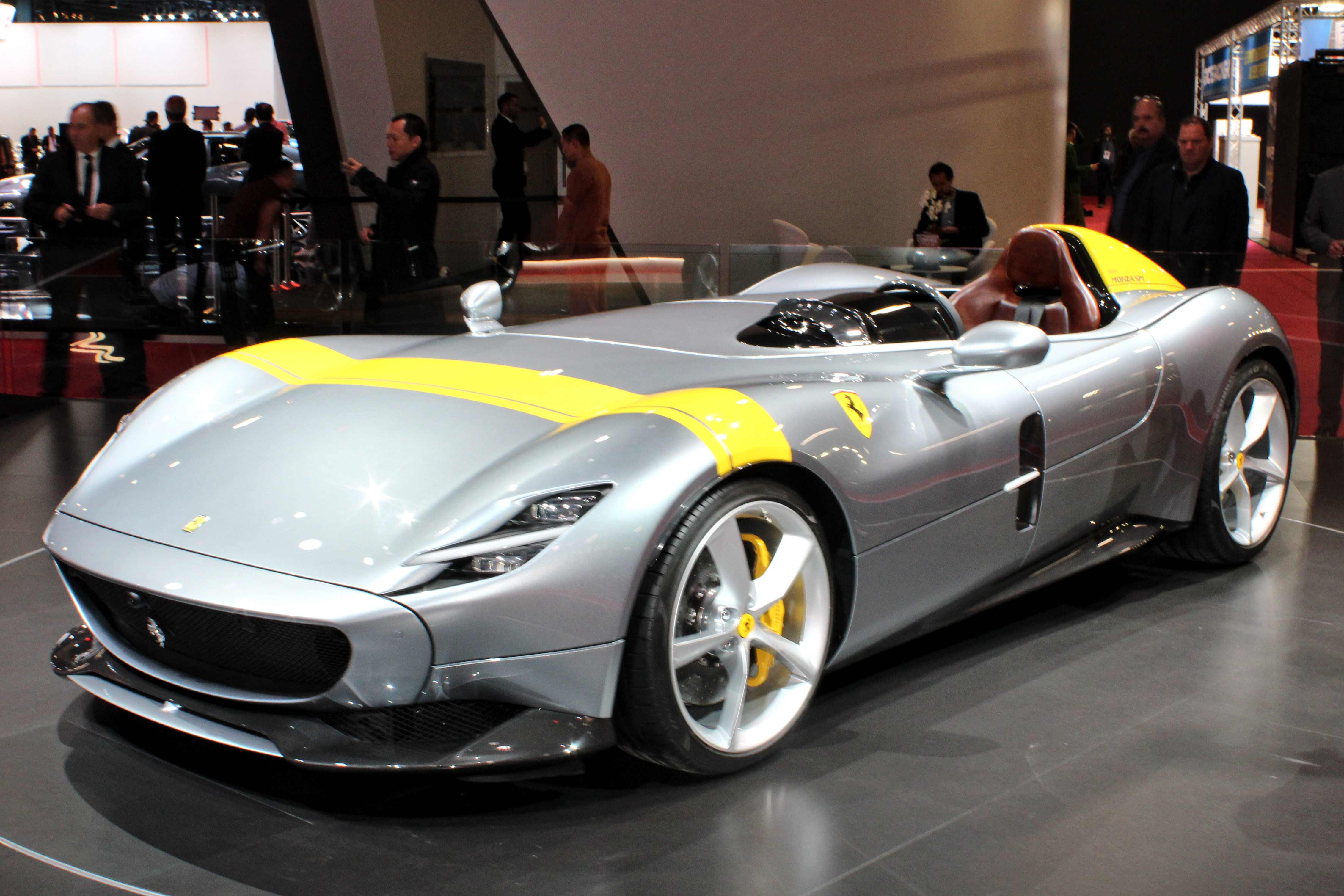
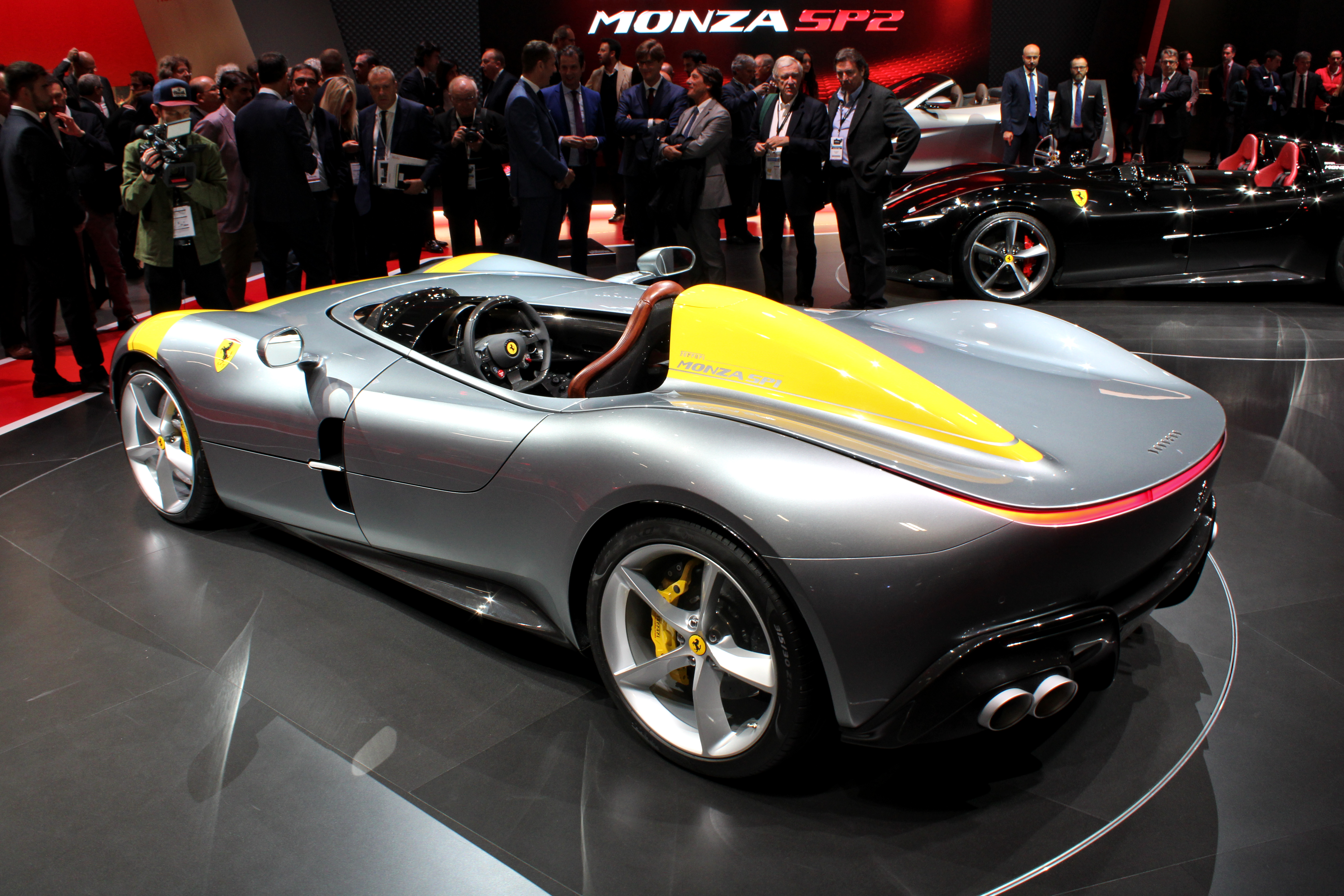
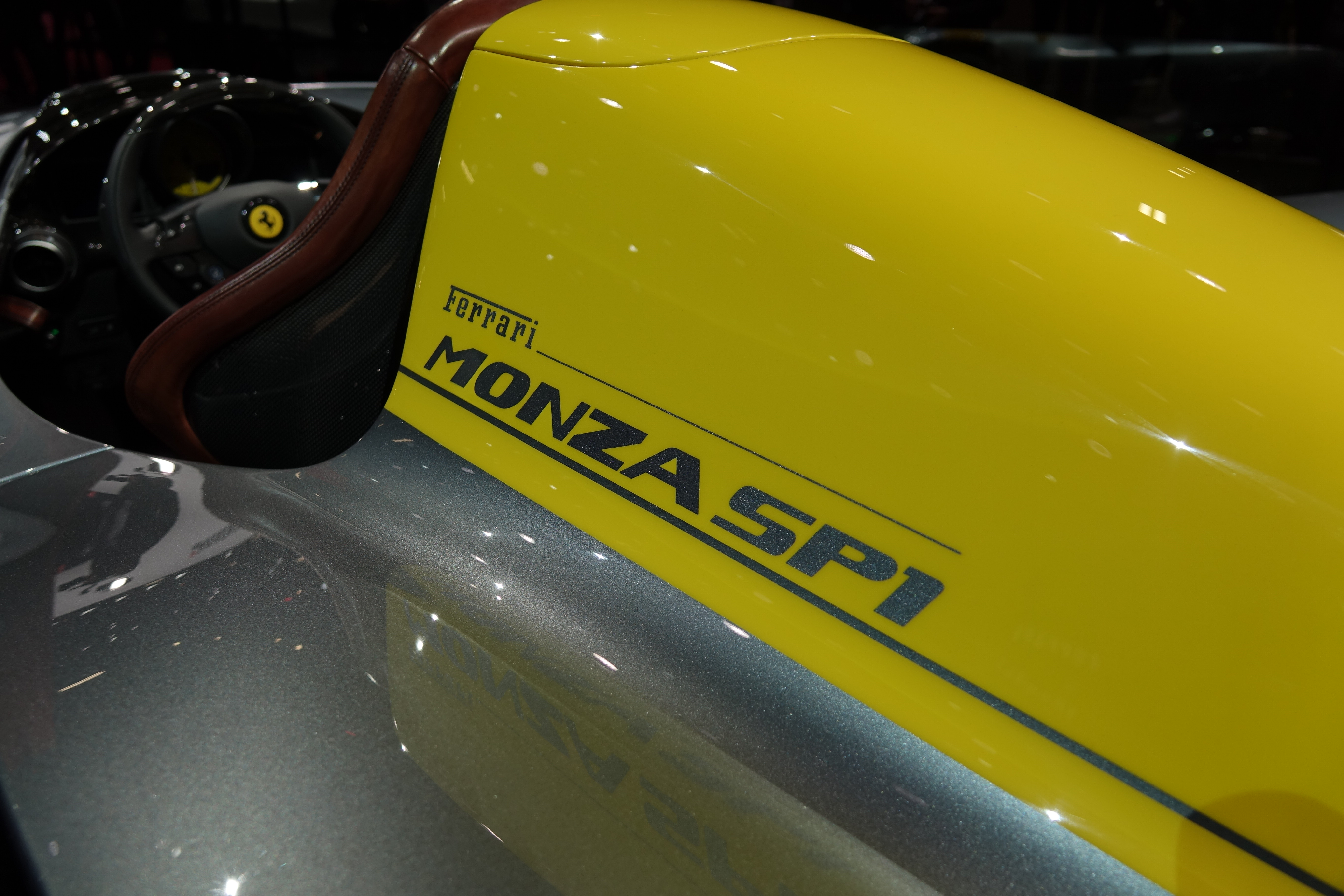
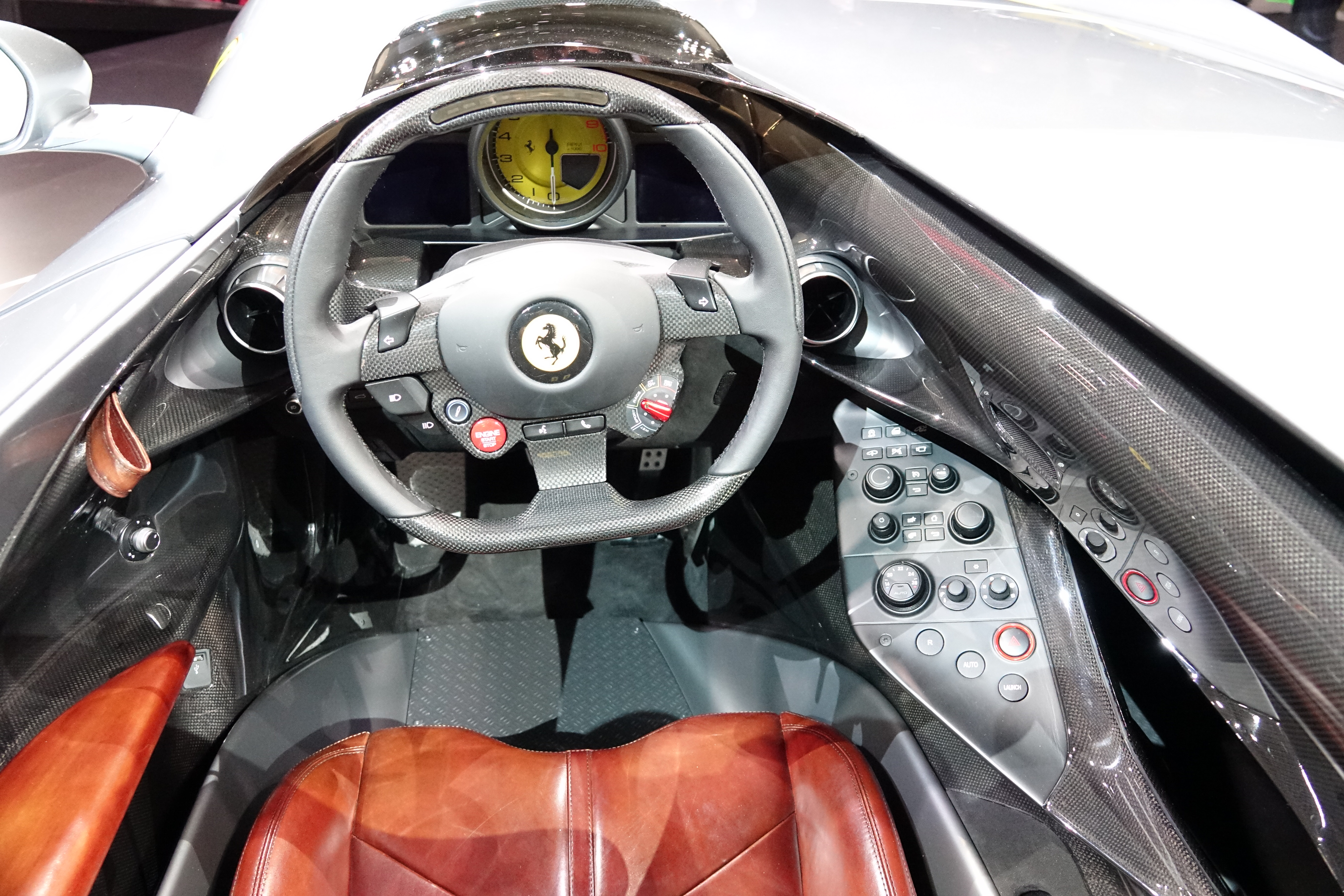
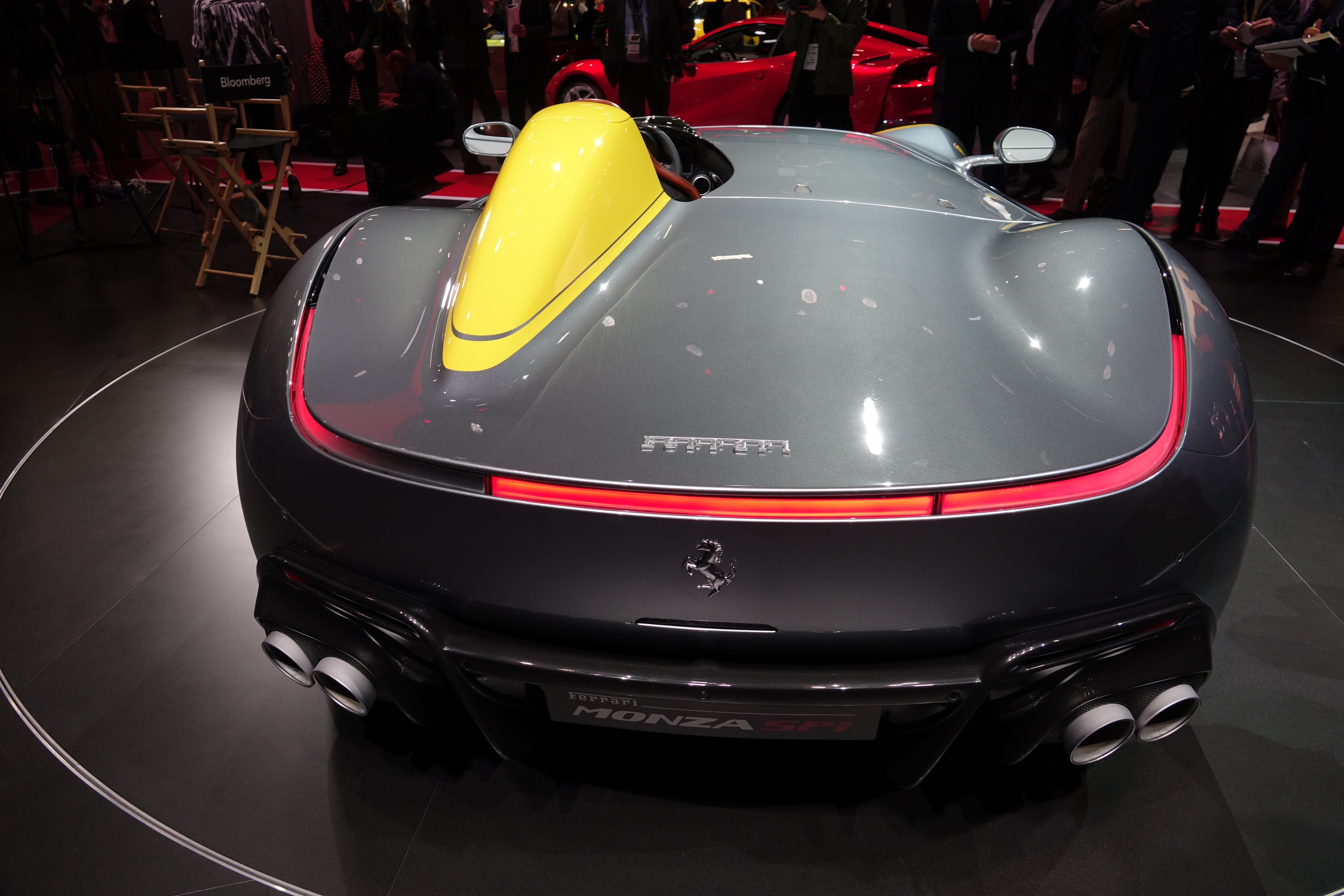

Ferrari Monza SP2
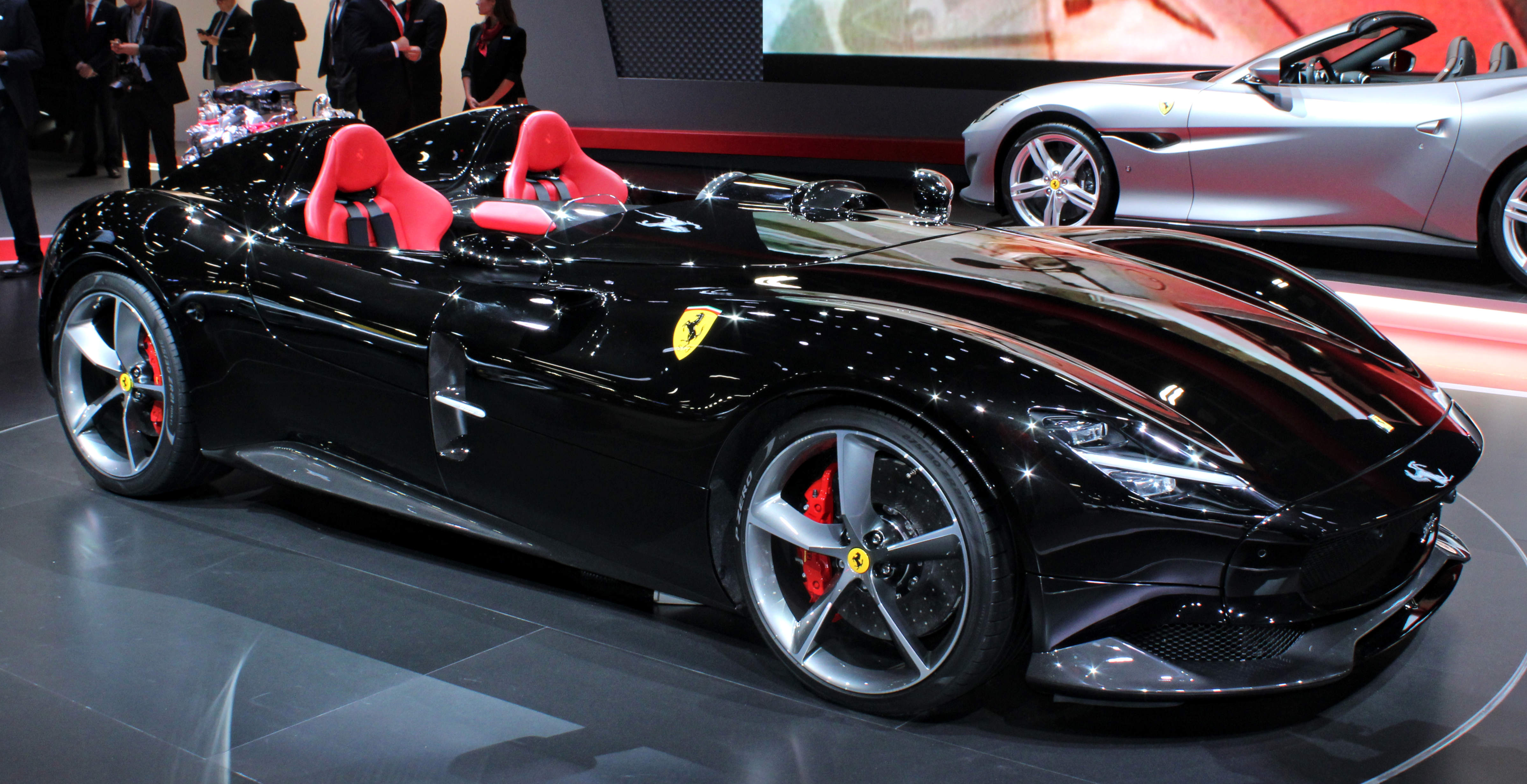
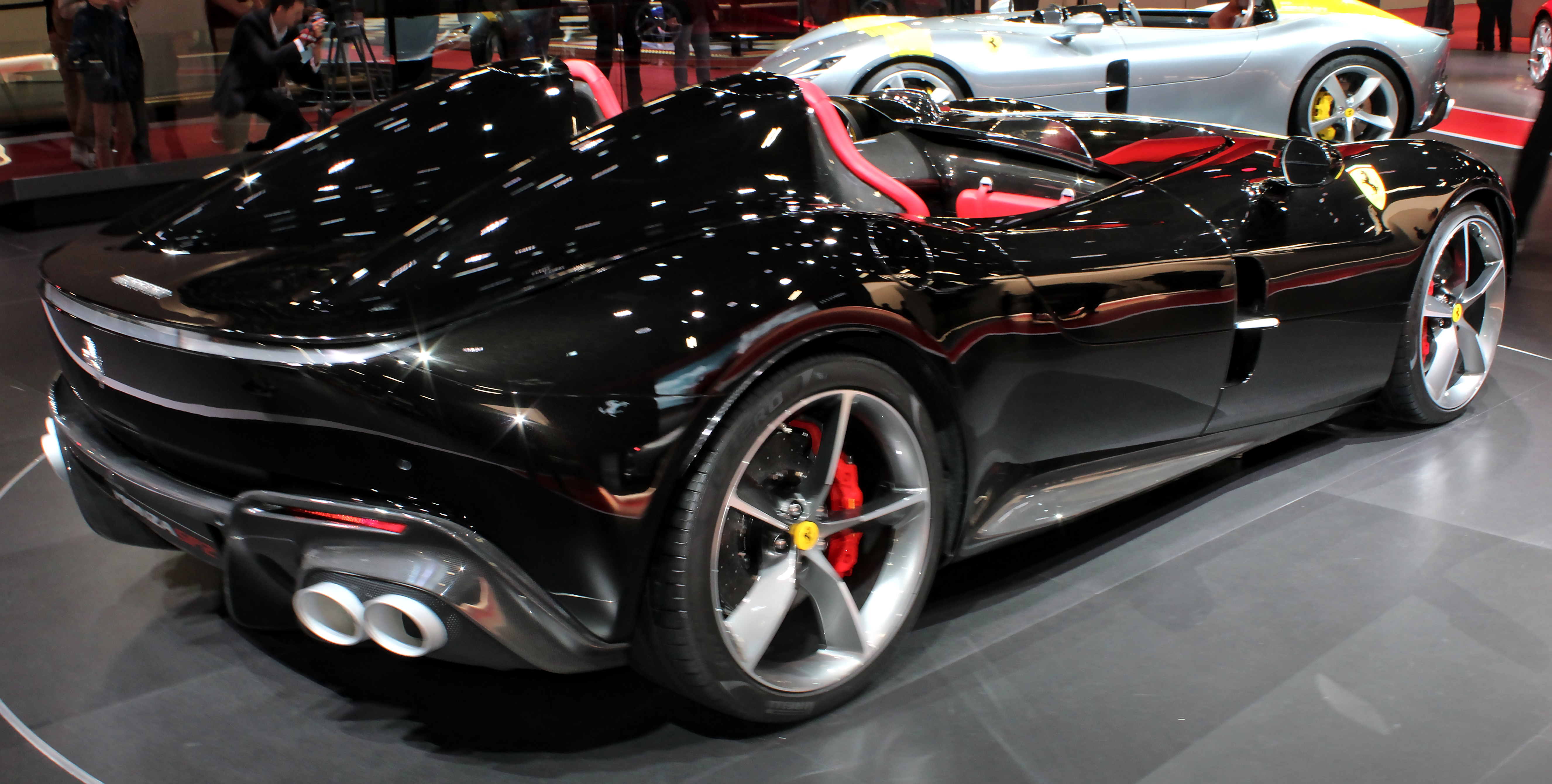
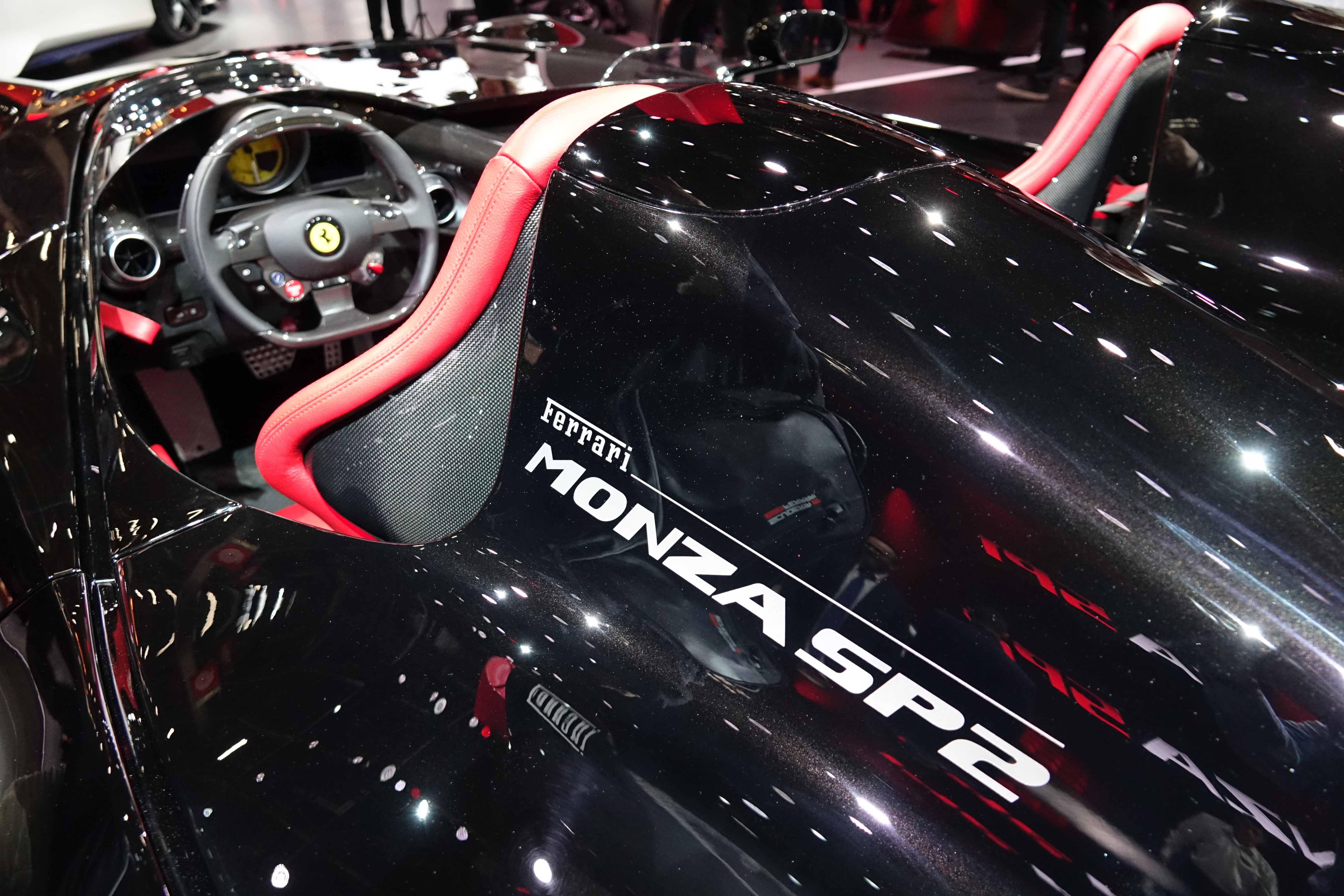
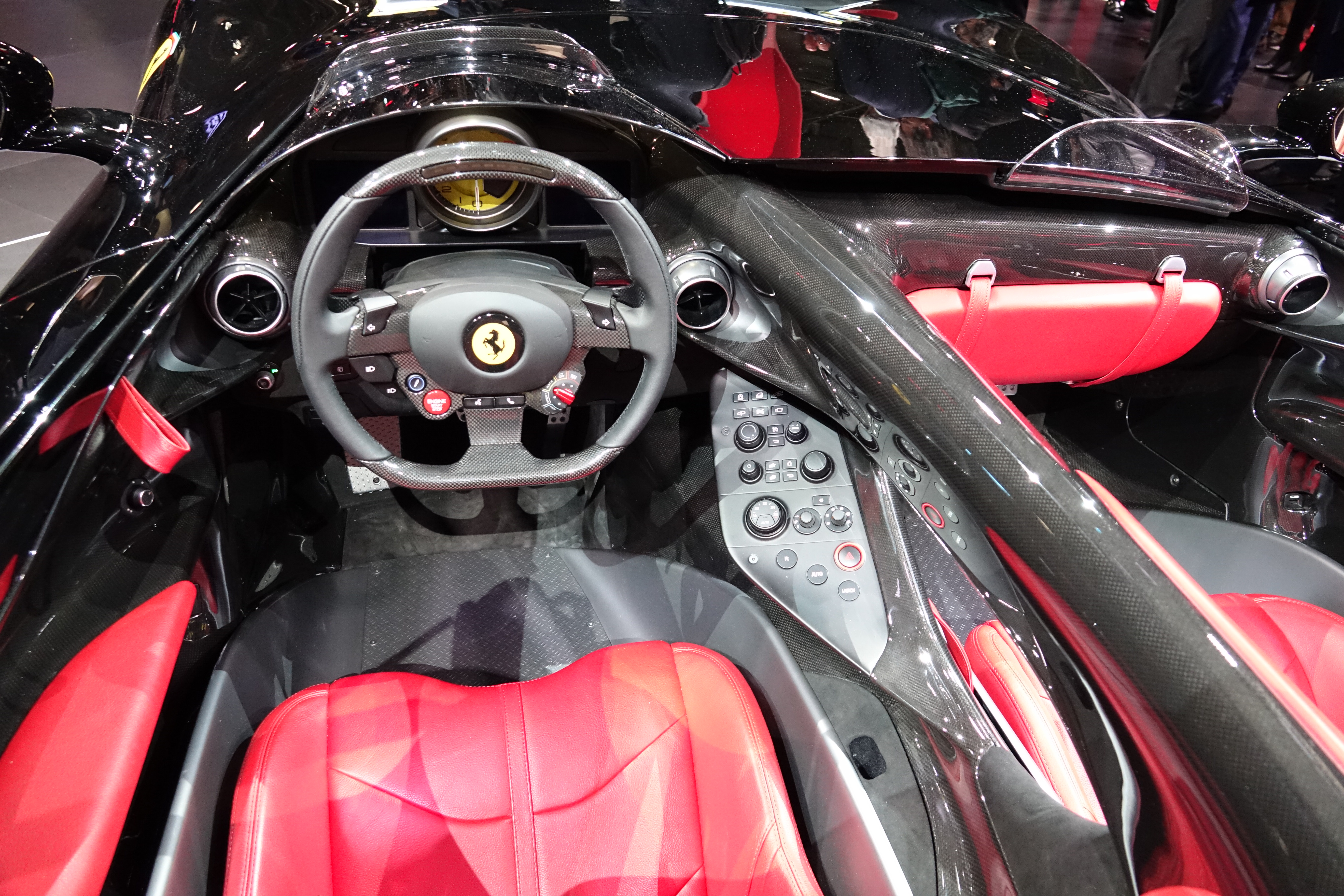
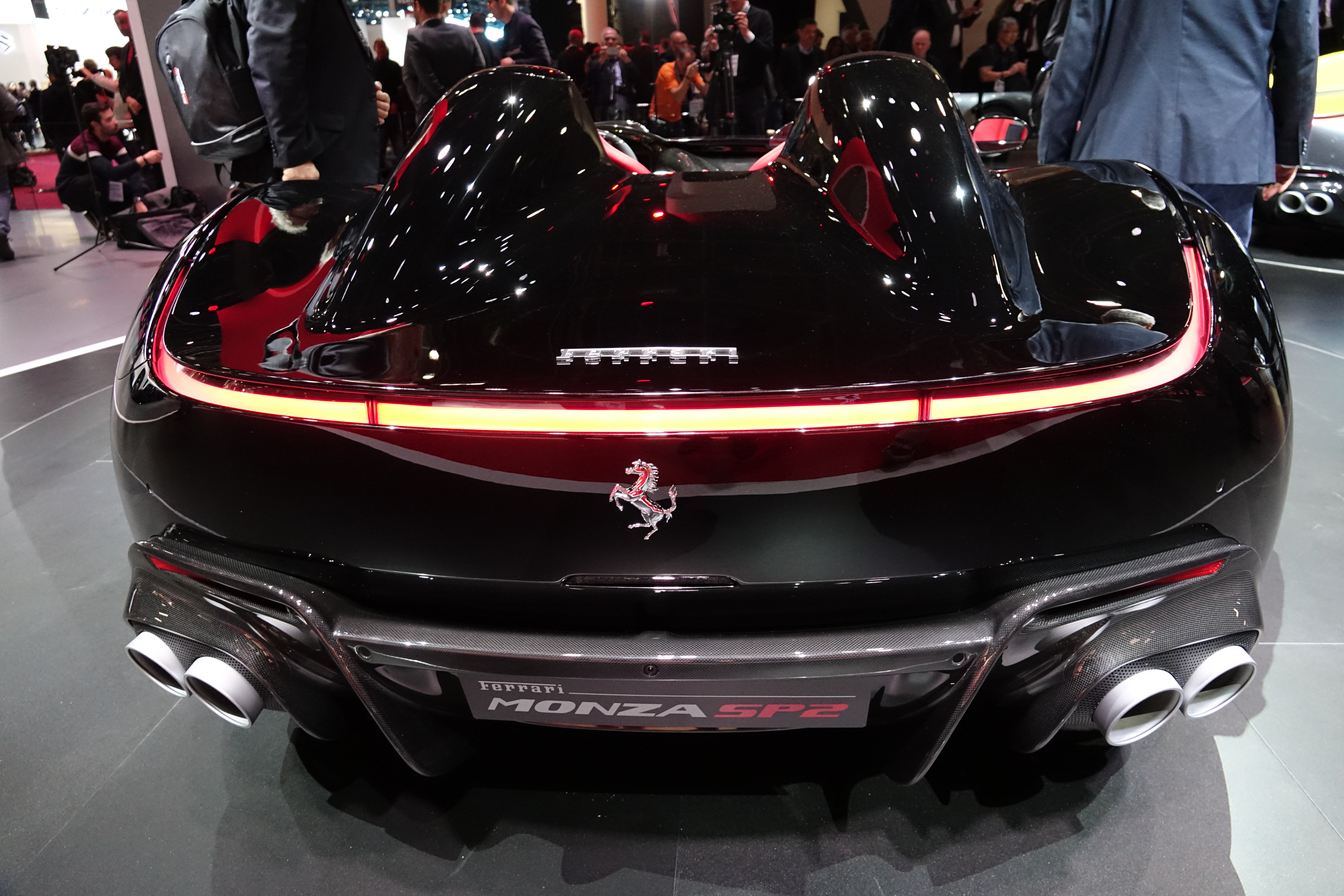